# Mikael I av Kiev
Mikael I av Kiev, född okänt år, död 1176, var en monark (storfurste) av Kiev mellan 1171 och 1171. 